# Túnel de base del Brennero
Túnel de base del Brennero (en italiano Galleria di base del Brennero y en alemán Brennerbasistunnel) es un túnel ferroviario proyectado a través del Paso del Brennero en los Alpes y que conectará la ciudad austríaca de Innsbruck con la localidad italiana de Fortezza.
Tendrá una longitud de 64 km, lo que lo convertirá en el segundo túnel ferroviario más largo del mundo una vez concluido, superado solo por el túnel de base San Gotardo. En 2030 pasará a ser el tercer túnel ferroviario más largo del mundo precedido del Túnel de base Euroalpino Lyon Turin en primera posición (57,5 km) y en segundo lugar el túnel de base de San Gotardo (57,1 km).
El proyecto prevé dos túneles separados que contendrán una vía cada uno. 
El comienzo de las obras fue en 2006 y su conclusión se estimó para 2028.

## Generalidades
La ruta a través del paso del Brennero es una de las más importantes para atravesar los Alpes y forma parte del corredor transeuropeo Berlín-Múnich-Verona-Roma-Palermo.
El tránsito a través de esta ruta ha aumentado de manera exponencial generando un “cuello de botella”. A raíz de esa situación a fines de la década de 1980 la Unión Europea desarrolló un programa para la construcción de Redes Transeuropeas que incluye a esta ruta. Por esta causa y, de manera similar a lo ocurrido en el Paso de San Gotardo, se decidió la construcción de un túnel ferroviario de base.
Actualmente, debido a la gran pendiente del trazado ferroviario existente, los trenes de mercancías tienen limitada la velocidad a 50 km/h y el peso máximo a 1600 tn, debiendo usar dos o tres locomotoras. Una vez completado el nuevo túnel los trenes de mercancías podrán atravesar el paso con pesos de hasta 3000 tn y sin la necesidad de tracción adicional. Asimismo los trenes de pasajeros podrán circular hasta 250 km/h reduciendo sensiblemente los tiempos de viaje de los recorridos transalpinos.

## Construcción
La responsable de la construcción es la empresa Galleria di Base del Brennero – Brenner Basistunnel BBT SE constituida en partes iguales por socios italianos y austríacos.
Se decidió construir un sistema de túneles con dos tubos principales de vía única conectados a intervalos regulares por túneles de servicio. Asimismo el proyecto tendrá tres ‘‘Puestos Multifunción’’ que dividirán el túnel en cuatro trayectos parciales.

## Datos relevantes
- Largo: 64.000 m.
  - Lado austriaco (boca norte – frontera): 30.687 m.
  - Lado italiano (boca sur – frontera): 24.313 m.
- Inicio de la construcción: 2006 (preparación).
- Finalización de la obra (previsión a 2025): aún sin terminar
- Velocidad máxima trenes: 250 km/h.
- Altitud:
  - Boca norte (lado austriaco): 589,65 m s. n. m.
  - Boca sur (lado italiano): 748,40 m s. n. m.